# Boulevard Lannes
Boulevard Lannes je bulvár v 16. obvodu v Paříži. Je součástí tzv. Maršálských bulvárů. Bulvár nese jméno Jeana Lannese (1769–1809), maršála Francie.

## Trasa
Bulvár je dlouhý 960 m a široký 33,50 m mezi Avenue Foch a Avenue de Pologne a 30 m ve zbývající části. Začíná na náměstí Place du Maréchal de Lattre de Tassigny, kam z protější strany přiléhá Boulevard de l'Amiral-Bruix a končí na Place de Colombie, odkud pokračuje Boulevard Suchet.

## Historie
V letech 1840–1845 byly postaveny kolem Paříže nové hradby. Dnešní bulvár vznikl na místě bývalé vojenské cesty (Rue Militaire), která vedla po vnitřní straně městských hradeb. Tato silnice byla armádou převedena městu Paříži na základě rozhodnutí z 28. července 1859.